# 阮玉光靜
阮玉光静（越南语：／；1835年—1844年11月26日），越南阮朝明命帝第5女，生母贵人梁氏願。
嘉隆十六年（1835年），阮玉光靜在順化京城出生。幼年時就非常聰慧，嫻靜少言。紹治三年（1843年），下嫁協辦大學士黃金燦之子駙馬都尉黃繼炎。婚後夫婦和諧，但好景不長。婚後第二年十月十七日（1844年11月26日），公主去世，壽二十八歲。紹治帝追贈其為香羅公主（越南语：／），諡徽敏。
駙馬都尉黃繼炎後陞至東閣大學士，封迪忠子致仕。